# Anton Dohrn
Pour les articles homonymes, voir Dohrn.
Felix Anton Dohrn est un zoologiste allemand, né le 29 septembre 1840 à Stettin en province de Poméranie et mort le 26 septembre 1909  à Munich.

## Biographie

### Ses origines
D’une famille aisée, son grand-père, Heinrich Dohrn, est un marchand d’épices et de vin, la famille ayant fait fortune avec le commerce de sucre. Le père d’Anton Dohrn, Carl August Dohrn (1806-1892), se consacre à ses passions comme les voyages, la musique populaire et les insectes.
Anton, le plus jeune fils, étudie la zoologie et la médecine dans diverses universités allemandes (Königsberg, Bonn, Iéna et Berlin) sans manifester un grand intérêt pour ses études.

Anton Dohrn aura lui-même trois fils : Reinhard qui lui succédera à la direction de l'institut Stazione Zoologica Anton Dohrn, Wolf et Harald, résistant au nazisme.

### La découverte de la biologie
Sa vie est bouleversée lorsqu’il retourne à Iéna durant l’été 1862 où Ernst Haeckel (1834-1919) l’initie à l’œuvre et aux théories de Charles Darwin (1809-1882). Dohrn devient un partisan de la théorie darwinienne de l’évolution par la sélection naturelle.
À cette époque, l’embryologie comparée est l’élément majeur des études sur la morphologie évolutive, basée sur la Théorie de la récapitulation d’Ernest Haeckel. Celle-ci affirme qu’un organisme, lors du développement embryonnaire, connaît tous les stades morphologiques correspondant à son histoire évolutive. La morphologie devient, à la fin du XIXe siècle, l’une des principales voies utilisées par les zoologistes pour développer la théorie darwinienne. Dohrn choisit alors de devenir l’un de ces zoologistes.
Dohrn reçoit son doctorat en 1865 à l’université de Breslau et son habilitation à Iéna en 1868. Durant cette période, il travaille dans des laboratoires maritimes : à Heligoland aux côtés d’Ernst Haeckel en 1865, Hambourg en 1866, à Millport en Écosse en David Robertson (1806-1896) en 1867 et 1868, et à Messine en Italie durant l’hiver 1868 avec son ami Nikolaj Nikolajewitsch Miklucho-Maclay (1846-1888).

### La création de la station de biologie marine de Naples
À Messine, Miklucho-Maclay et Dohrn conçoivent un plan pour établir autour du globe un réseau de stations de recherche zoologique semblables aux gares. Les scientifiques pourraient ainsi s’y arrêter, rassembler du matériel, faire des observations et conduire des expériences, avant de repartir dans une autre station. Dohrn se rend compte qu’il serait utile que les scientifiques arrivant dans une station puissent trouver un laboratoire prêt à l’emploi. Dohrn loue deux pièces pour installer la Stazione Zoologica di Messina mais réalise rapidement les difficultés pour étudier la vie marine sans structure permanente, sans équipements, tout comme en l'absence de personnel qualifié ou d'une bibliothèque.
Il décide alors de partir à Naples pour fonder la station. Son choix est conditionné par plusieurs facteurs : la richesse biologique du golfe de Naples est plus grande qu’à Messine, mais il est aussi plus facile de fonder un centre de recherche dans une ville comprenant déjà une université de renommée internationale.
Après avoir visité un aquarium récemment ouvert à Berlin, il décide de créer un aquarium ouvert au public afin de gagner suffisamment d’argent pour payer un aide permanent. Naples, grande ville de 500 000 habitants, l’une des plus grandes et des plus attrayantes villes d’Europe, attirait de nombreux touristes (environ 30 000 par an), autant de visiteurs potentiels pour l’aquarium.
Dohrn convainc les autorités de lui donner une parcelle de terrain au bord de la mer en s’engageant à construire à ses frais les bâtiments de la Station biologique. Celle-ci ouvre ses portes aux scientifiques en septembre 1873 et au grand public en janvier 1874.
Afin de donner à la Station un statut international et de garantir son indépendance et sa liberté économiques, par conséquent sa politique de recherche, Dohrn conçoit une série de mesures novatrices afin de financer son projet. Tout d’abord, il loue les espaces de travail et de recherche annuellement aux universités, aux gouvernements, aux institutions scientifiques publics ou privées, les chercheurs venant travailler à la station étant certains d’y trouver les moyens nécessaires (animaux et matériel de laboratoire, produits chimiques, bibliothèque de haut niveau et personnel qualifié). Ces moyens étant fournis librement, les chercheurs peuvent mener les projets de leur choix de façon totalement libre. Le système fonctionne très bien. À la mort de Dohrn en 1909, plus de 2 200 chercheurs européens ou nord-américains ont travaillé à Naples. On considère que la collaboration scientifique moderne est inventée, basée sur une communication des idées, des méthodes et des résultats rapides et gratuits.
Il est fait membre étranger de la Royal Society en 1899 et membre étranger de la Zoological Society of London en 1885.

### Son héritage
Le succès de la Stazione Zoologica conduit à la création de nombreuses stations scientifiques inspirées de son modèle de fonctionnement et financement. En 1878, l’université Johns-Hopkins fonde le laboratoire zoological Chesapeake qu’il place sous la direction de William Keith Brooks (1848-1908). Ensuite, en 1888, un laboratoire de biologie marine (le Laboratoire de biologie marine (MBL)) est fondé à Woods Hole et en 1892 le premier laboratoire sur la côte ouest des États-Unis, la station marine Hopkins, ouvre ses portes. En Grande-Bretagne, des laboratoires de biologie marine sont créés : la Station marine écossaise (aujourd’hui SAMS) ouvre en 1884, le laboratoire marin Gatty (de l’université de St Andrews) ouvre en 1884, le laboratoire marin Dove (de l’université de Newcastle) ouvre en 1897, le laboratoire de recherche sur les pêches (à Aberdeen) ouvre en 1899 et la station marine de Bangor (de l’université Queen's de Belfast) ouvre en 1903.